# Jednolodní stanice metra mělkého založení

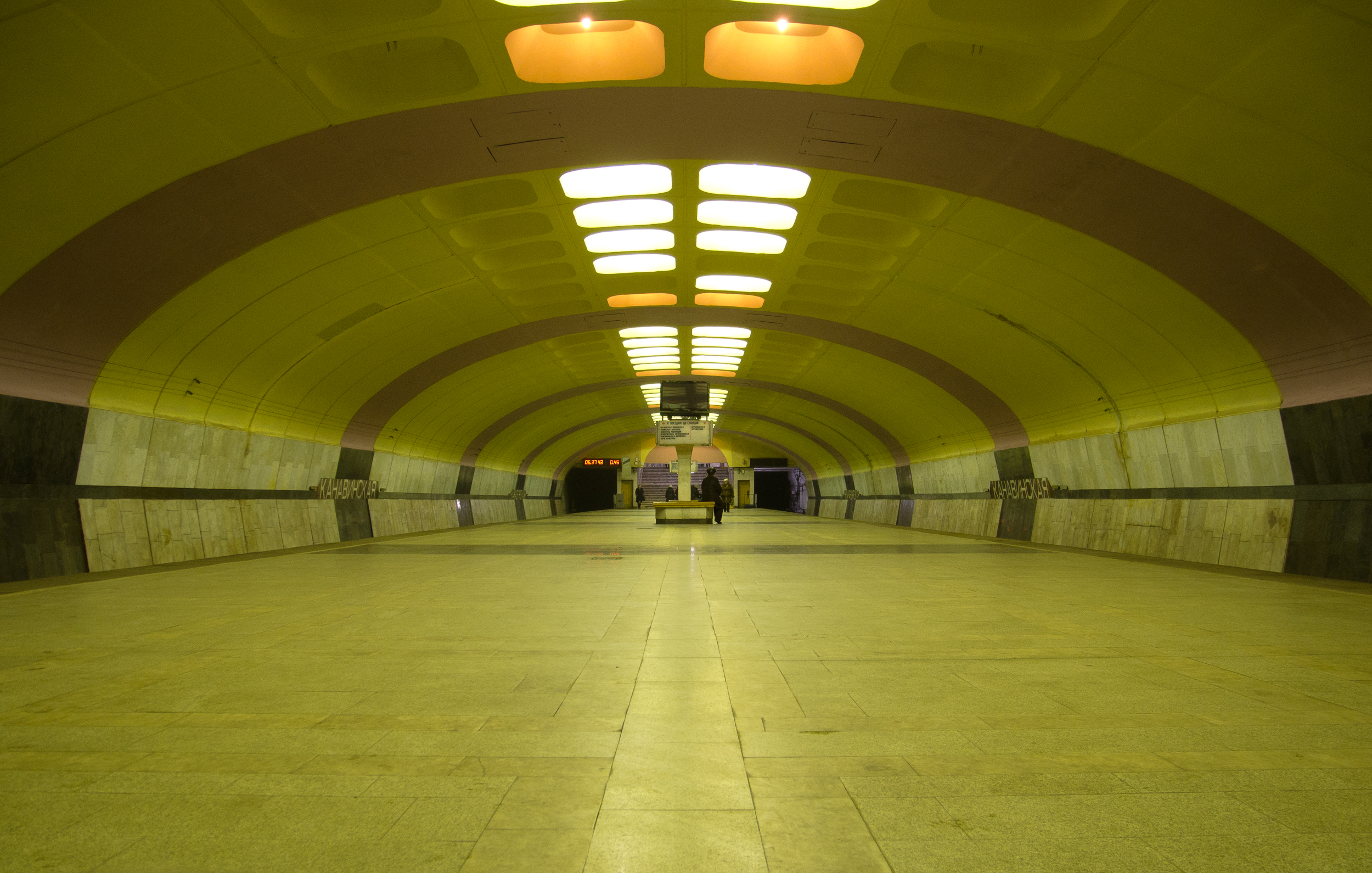
Stanice Kanavinskaja v Nižním Novgorodě

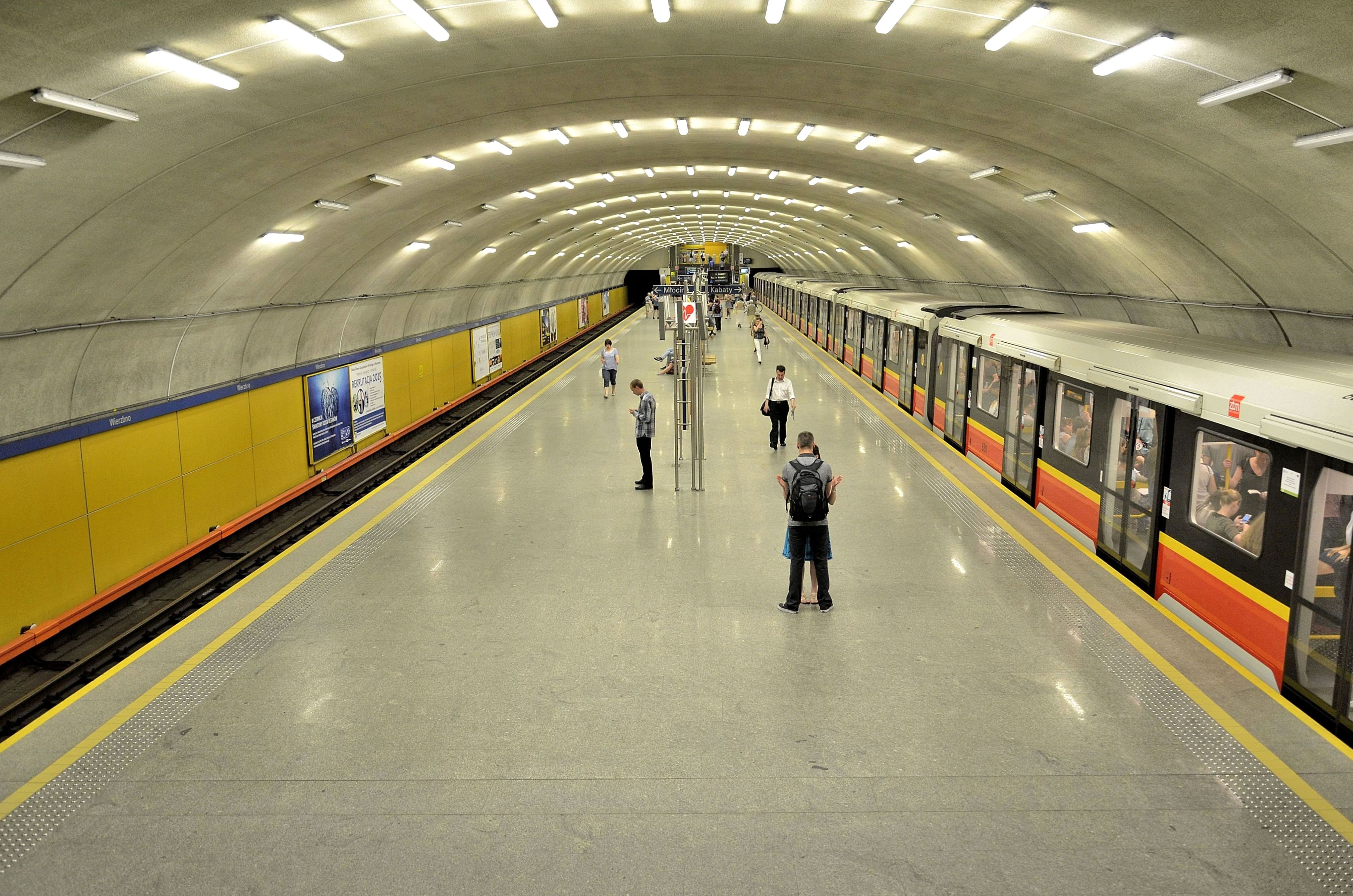
Stanice Wierzbno ve Varšavě

Jednolodní stanice metra mělkého založení (rusky Односводчатая станция мелкого заложения) je jedna z typů stanic metra.
Tyto stanice byly budovány v Sovětském svazu (pokračuje se i v jeho nástupnických státech) a v dalších sítích podzemních drah, kde se nacházelo metro sovětského typu. Mělce založená jednolodní stanice (příkladem je například stanice Koňkovo) je vybudována v otevřené jámě; nejprve se zajistí stěny, pak se vybuduje nástupiště a nakonec se stanice uzavře stropem, který je odlit z betonu; beton je nalit na speciální velkou formu ve tvaru oblouku, podle které se vytvaruje celý strop stanice.
První stanicí tohoto typu byla Biblioteka imeni Lenina v Moskvě v roce 1935; tehdy se však jednalo o stanici založenou extrémně mělko. Pracovní postupy vycházely z budování pařížského metra. Další stanicí tohoto typu byl Aeroport z roku 1938. Poté delší dobu práce na těchto stanicích ustaly; nové úseky se budovaly z obav před jadernou válkou hluboko pod zemí, kde konstrukce takové stanice bez jakýchkoliv sloupů by byla za použití tehdejší techniky jen stěží možná. V následujících desetiletích se při budování mělce založených stanic používala koncepce unifikovaného designu; tj. hloubené stanice podepírané dvěma řadami sloupů.
Znovu se jednolodní mělce založené stanice začaly budovat až v letech sedmdesátých, a to na okrajových koncích Moskvy a hlavně Charkova, kde byla konstrukce těchto stanic ještě více zdokonalena (těmto stanicím se dokonce začalo říkat Stanice metra charkovského typu). Nové jednolodní stanice se tak objevily na Serpuchovsko-Timirjazevské a Ljublinské lince a též se budují i na dalších nových úsecích starších linek (například Strogino na třetí lince).